# ماركو مالاغو
ماركو مالاغو (بالإيطالية: Marco Malagò)‏ (مواليد 30 ديسمبر 1978 في البندقية - إيطاليا) لاعب كرة قدم إيطالي يلعب حاليا لصالح نادي الدرجة الأولى كييفو فيرونا الإيطالي منذ 2003 في مركز قلب الدفاع كما يجيد اللعب في مركز الظهير الأيمن .